# Campeonato Italiano de Rugby 1978-79
El Campeonato de Rugby de Italia de 1978-79 fue la cuadragésimo novena edición de la primera división del rugby de Italia.

## Sistema de disputa
Los equipos se enfrentaron en condición de local y de visitante a cada uno de sus rivales.
El equipo que al finalizar el torneo se encuentre en la primera posición se declara automáticamente como campeón.
Mientras que los tres últimos equipos descenderán directamente a la segunda división.

## Desarrollo
- Tabla de posiciones:[1]

| Pos. | Equipo                | Encuentros | Encuentros | Encuentros | Encuentros | Tantos | Tantos | Tantos | Puntos |
| Pos. | Equipo                | PJ         | PG         | PE         | PP         | F      | C      | Dif    | Puntos |
| ---- | --------------------- | ---------- | ---------- | ---------- | ---------- | ------ | ------ | ------ | ------ |
| 1.º  | Rugby Rovigo          | 26         | 23         | 1          | 2          | 750    | 237    | +513   | 47     |
| 2.º  | Rugby Brescia         | 26         | 19         | 2          | 5          | 419    | 185    | +234   | 40     |
| 3.º  | Petrarca Padova       | 26         | 18         | 0          | 8          | 555    | 254    | +301   | 36     |
| 4.º  | L'Aquila Rugby        | 26         | 17         | 2          | 7          | 446    | 294    | +152   | 36     |
| 5.º  | Treviso               | 26         | 16         | 1          | 9          | 618    | 297    | +321   | 33     |
| 6.º  | Rugby Roma Olimpic    | 26         | 13         | 2          | 11         | 371    | 336    | +35    | 28     |
| 7.º  | Casale Rugby          | 26         | 10         | 3          | 13         | 319    | 316    | +3     | 23     |
| 8.º  | Amatori Catania       | 26         | 10         | 2          | 14         | 348    | 287    | +59    | 22     |
| 9.º  | Frascati Rugby        | 26         | 10         | 2          | 14         | 257    | 328    | -71    | 22     |
| 10.º | Rugby Parma           | 26         | 10         | 2          | 14         | 293    | 382    | -89    | 22     |
| 11.º | Rugby Torino          | 26         | 10         | 1          | 15         | 326    | 486    | -160   | 20     |
| 12.º | SS Lazio Rugby        | 26         | 8          | 2          | 16         | 343    | 400    | -57    | 18     |
| 13.º | CUS Milano            | 26         | 6          | 0          | 20         | 311    | 581    | -270   | 11     |
| 14.º | Rugby Reggio Calabria | 26         | 2          | 0          | 24         | 102    | 1073   | -971   | 3      |

|  | Campeón.                 |
|  | Descendido a la Serie B. |

| Bandera de Italia    |
| Campeón Rugby Rovigo |
| Noveno título        |